# Fernando Arêas Rifan
Dom Fernando Arêas Rifan (São Fidélis, 25 de outubro de 1950) é um bispo católico brasileiro, atual ordinário da Administração Apostólica Pessoal São João Maria Vianney e bispo-titular de Cedamusa. Por alguns anos antes de 2001, ele foi membro da União Sacerdotal São João Maria Vianney quando suas relações com a Santa Sé estavam irregulares. Ele ajudou a negociar a reconciliação da União Sacerdotal com a Santa Sé em 2001.

## Formação
Cursou Filosofia e Teologia em Campos dos Goytacazes e foi ordenado sacerdote em 8 de dezembro de 1974. Na Diocese de Campos, foi secretário particular do bispo António de Castro Mayer, Diretor Diocesano do Ensino Religioso, professor de Filosofia e Teologia no Seminário e Pároco da Paróquia de Nossa Senhora do Rosário. Seguiu a Dom Antônio no catolicismo tradicionalista, tornando-se conhecido como seu defensor, e parte da União Sacerdotal São João Maria Vianney, fundada por Dom Mayer depois de sua saída da Diocese de Campos, em 28 de agosto de 1981.
Fundou o Centro Catequético-Social Nossa Senhora do Rosário de Fátima; o Dispensário São Vicente de São Paulo, para distribuição de roupas e mantimentos a famílias pobres, especialmente na zona rural; o Centro Educacional 13 de Maio, para promover a educação, desenvolver a cultura e promover atividades beneficentes; e o Colégio Três Pastorinhos.
Em 1991, Dom Castro Mayer foi sucedido por D. Licínio Rangel na direção da União Sacerdotal São João Maria Vianney, e Padre Rifan continuou como uma de suas principais lideranças. A retomada dos contatos da União Sacerdotal São João Maria Vianney com a Santa Sé, em 2000, e os acordos entre as duas partes, resulta na criação, a 18 de janeiro de 2002, da Administração Apostólica Pessoal São João Maria Vianney. Dom Licínio, devido a problemas de saúde, pede ao Papa João Paulo II que nomeie um bispo-auxiliar, que lhe sucederia como Administrador Apostólico. O padre Rifan, agora Vigário-Geral da Administração Apostólica recém-criada, foi nomeado bispo-titular de Cedamusa e coadjutor do Administrador Apostólico Licínio Rangel.
A ordenação episcopal de Dom Rifan foi a 18 de agosto de 2002, em Campos dos Goytacazes, tendo o Cardeal Castrillón Hoyos, Prefeito da Congregação para o Clero, como consagrante principal, assistido por Dom Licínio e por Dom Alano Maria Pena, Arcebispo de Niterói.

### Administrador Apostólico
D. Licínio Rangel morreu a 16 de dezembro de 2002 e D. Fernando sucedeu-lhe automaticamente como Administrador Apostólico.
Em sua primeira carta pastoral, Rifan enfatizou a importância do mandato papal que lhe foi dado. Ele também alertou contra a heresia e elogiou a liturgia latina tradicional e a disciplina litúrgica como uma defesa contra ela. Ele aconselhou os membros da Administração Apostólica contra o cisma, demonstrado por "um gosto geral pela crítica sistemática das autoridades da Igreja, um espírito de resistência, desobediência, desrespeito, suspeita, calúnia, independência da Hierarquia e Magistério da Igreja, contentamento com a anormalidade do situação, falta de caridade, um sentimento de possuir toda a verdade, uma atitude sectária que nos fez ser as únicas pessoas boas".
Em uma carta pastoral sobre a eleição do Papa Bento XVI, Rifan declarou sua lealdade e citou o Papa Pio XII: aderindo lealmente ao Seu Vigário na terra."
Ele também afirmou que uma "situação de separação dos católicos tradicionais da hierarquia, provocada pelas crises na Igreja, além de anormal, deve ser temporária e momentânea; deve inspirar em nós uma ânsia de regularização e união em vez de do que uma complacência com a nossa situação."
Em uma entrevista de maio de 2003 com La Nef, Dom Rifan falou das relações da Administração Apostólica com a Fraternidade Sacerdotal de São Pio X (FSSPX) da seguinte forma: "Tentamos ser o mais amigável possível com a FSSPX e seus superiores, mas depois de informá-los de que tínhamos sérias razões para continuando nossos contatos com Roma, que não pretendiam manter, começaram a nos criticar severamente, tentando também nos desonrar, colocando em dúvida nossas intenções e tentando criar divisões entre nossos fiéis. Após nosso reconhecimento pela Santa Sé, a liderança da FSSPX removeu nosso nome das listas de missas tradicionais e começou a promover missas nas áreas onde celebramos. Isso significa que a Missa tradicional só é boa quando é cortada da Hierarquia? Mas, graças a Deus, nossos fiéis distinguem entre o amor pela Missa tradicional e a má atitude que faz da Missa tradicional uma bandeira para agitar contra a Hierarquia".
A FSSPX e outros grupos tradicionalistas censuraram o Bispo Rifan por concelebrar a Missa de acordo com o rito revisado em 28 de maio de 2011 e outras ocasiões. Ressaltaram sua participação nas concelebrações, uma inovação do Concílio Vaticano II.
Em 2013, Rifan revisou e aprovou a publicação de uma versão guiada do catecismo de João Paulo II.